# Fanny Gelbart
Femmy (Fanny) Gelbart (Włocławek, 26 december 1886 – omgeving Auschwitz, 26 januari 1943) was een Nederlands pianiste van Russisch komaf.
Ze was een in Rusland (Włocławek werd vanaf 1919 Pools) geboren dochter van kleermaker Mozes Gelbart en Eva Henoch, een gezin dat rond 1887 in Amsterdam kwam wonen (haar jongere broer en zuster werden daar geboren). Ze werd echter grotendeels opgevoed door Caesar Chaskel (eveneens kleermaker) en tante Helena Henoch.
Ze kreeg haar piano-opleiding van Sara Benedicts aan het Amsterdams Conservatorium. Daarna ging ze op concertreis als damestrio met Nella Gunning (viool) en Kato van der Hoeven (cello). Het trio haalde daarbij, na een aantal uitvoeringen in het land, op 8 november 1909 een avondvullende programmering in de kleine zaal van het Concertgebouw te Amsterdam met
1. Trio in c mineur van Ludwig van Beethoven
2. Trio in F majeur van Camille Saint-Saëns
3. Trio in C majeur van Johannes Brahms[1]

De concertavond kreeg de volgende dag een lovende recensie van Daniël de Lange. Het jaar daarop traden ze in dezelfde zaal op met op de lessenaar werken van (wederom) Beethoven, Felix Mendelssohn Bartholdy (Trio in a mineur) en Julius Röntgen (Trio in c mineur). Optredens, in trioverband of als soliste, volgden in Nederland, België en Duitsland. In 1932 was ze opnieuw in de kleine zaal van het Concertgebouw te bewonderen in een sonateavond met cellist Marix Loevensohn. Haar laatstbekende adres was Koninginneweg 148 huis te Amsterdam, voordat ze werd weggevoerd.
Een van haar leerlingen was José Rodriguez Lopez, die enige furore maakte in Nederlands-Indië. Componist Hans Franco Mendes droeg een etude uit 1921 aan haar op.